# Вакида, Томас Асагоро
Томас Асагоро Вакида (26 октября 1881, Нагасаки, Япония — 16 марта 1965, Иокогама, Япония) — японский прелат, епископ Иокогамы с 25 марта 1947 года по 5 июля 1951 год.

## Биография
Томас Асагоро Вакида родился 26 октября 1881 года в Нагасаки. 4 июля 1909 года Томас Асагоро Вакида был рукоположён в священника.
25 марта 1947 года Римский папа Пий XII назначил Томаса Асагоро Вакиду епископом Иокогамы. 27 мая 1947 года состоялось рукоположение Томаса асагоро Вакиды в епископа, которое совершил кардинал Паоло Марелла в сослужении с титулярным епископом Амориума Жаном-Батистом-Алексисом Шамбоном и епископом Сендая Михаилом Васабуро Аракава.
5 июля 1951 года Томас Асагоро Вакида вышел в отставку и был назначен титулярным епископом Иамнии. Скончался 16 марта 1965 года в Иокогаме.